# Monts Great Balsam

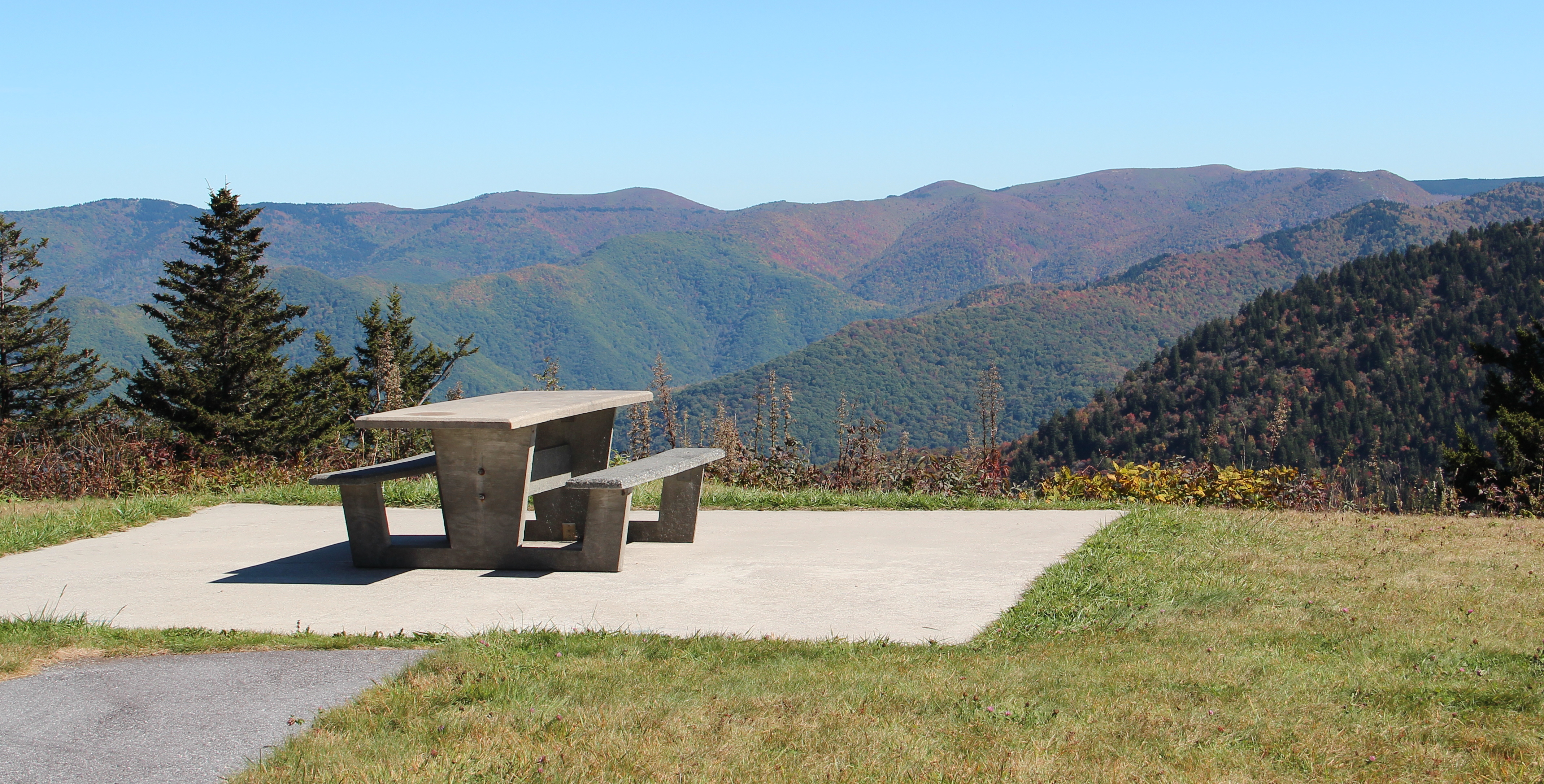
Blue Ridge Parkway

Les monts Great Balsam, ou monts Balsam, se trouvent dans la région montagneuse de l'Ouest de la Caroline du Nord, aux États-Unis. Ils sont une branche des montagnes Blue Ridge, qui sont à leur tour une partie des Appalaches. Le sommet le plus célèbre en est Cold Mountain (en), qui est le sujet principal du roman Cold Mountain (en) de Charles Frazier.
La Blue Ridge Parkway parcourt la longueur du massif et, à Richland Balsam (borne kilomètre 431), la route est à son point culminant (1 845 mètres). Elle offre de nombreux points de vue panoramique sur ses sommets, notamment le Looking Glass Rock.

## Source de la traduction
- (en) Cet article est partiellement ou en totalité issu de l’article de Wikipédia en anglais intitulé « Great Balsam Mountains » (voir la liste des auteurs).